# Percilia irwini
Percilia irwini é uma espécie de perca da família Percichthyidae.
Apenas pode ser encontrada no Chile.